# Medvjeđi otok
Medvjeđi otok ili Bjørnøya je najjužniji otok norveškog otočja Svalbard. Otok se nalazi u zapadnom dijelu Barentsovog mora, otprilike na pola puta između Spitsbergena i Sjevernog rta.
Otok Medvjeda otkrili su nizozemski istraživači Willem Barents i Jacob van Heemskerck 10. lipnja 1596. Ime je dobio po polarnom medvjedu koji je viđen u blizini kako pliva. Otok je bio smatran kao terra nullius sve dok Spitsbergenskim ugovorom 1920. nije postavljen pod norveški suverenitet.
Unatoč udaljenosti i neplodnoj zemlji, na otoku je tijekom prošlih stoljeća bilo komercijalne aktivnosti, poput rudarstva ugljena, ribolova i kitolova. Međutim, niti jedno naselje nije trajalo više od nekoliko godina. Medvjeđi otok danas je nenaseljen, osim osoblja koje radi na otočnoj meteorološkoj postaji Herwighamna. Zajedno sa susjednim vodama, proglašen je prirodnim rezervatom 2002. godine.

## Povijest
Pomorci iz doba Vikinga možda su znali za Medvjeđi otok, ali dokumentirana povijest započinje 1596. godine, kada je Willem Barents vidio otok na svojoj trećoj ekspediciji. Nazvao je ovaj otok "Vogel Eylandt" (hrvatski: "Ptičji otok"). Steven Bennet proveo je daljnja istraživanja 1603. i 1604. i primijetio tada bogatu populaciju morževa. Počevši od ranih godina 17. stoljeća, otok se uglavnom koristio kao baza za lov na morževe i druge vrste tuljana. Također, do 1971., sakupljana su jaja morskih ptica koje se na otoku gnijezde u velikim kolonijama.
Tvrtka Muscovy je 1609. godine prisvojila Medvjeđi otok za englesku krunu, ali je napustila mjesto kad je lov na morževe postao neisplativ. Rusko naselje postojalo je u 18. stoljeću, a njegovi su ostaci kasnije korišteni kao osnova za teritorijalne zahtjeve Ruskog carstva 1899. i ponovno Sovjetskog Saveza 1947.
Medvjeđi otok nikada nije bio opsežno naseljen. Ostaci kitolovske stanice s početka 20. stoljeća mogu se vidjeti u Kvalrossbukti ("zaljev morževa") na jugoistoku. Od 1916. do 1925. godine vađen je ugljen u malom naselju Tunheim na sjeveroistočnoj obali, ali tada je rudarstvo napušteno kao neisplativo. Zbog hladne klime ostaci naselja, uključujući napola uništeni mol i parnu lokomotivu, relativno su dobro očuvani.
Strateška vrijednost Medvjeđeg otoka prepoznata je krajem 19. stoljeća, kada su Rusko i Njemačko carstvo pokazali svoje interese u Barentsovom moru. Njemački novinar i avanturist Theodor Lerner posjetio je otok 1898. i 1899. godine i zatražio pravo vlasništva. Godine 1899. njemačko udruženje ribara Deutscher Seefischerei-Verein (DSV) započelo je pokusni kitolov i ribolov u Barentsovom moru. DSV je u tajnosti bio u kontaktu s njemačkim pomorskim zapovjedništvom i razmatrao mogućnost okupacije Medvjeđeg otoka. Kao reakcija na taj potez, ruska mornarica poslala je zaštićenu krstaricu Svetlana na istragu, a Rusi su 21. srpnja 1899. podigli svoju zastavu na Medvjeđi otok. Iako je Lerner prosvjedovao zbog akcije, nije došlo do sukoba i spor je na kraju riješen diplomatskim putem bez ikakvih zahtjeva za suverenitetom nad Medvjeđim otokom.
Cijeli je otok bio u privatnom vlasništvu tvrtke za vađenje ugljena tvrtke Bjørnøen AS od 1918. do 1932. godine, kada je norveška država preuzela dionice. Bjørnøen AS danas postoji kao državna tvrtka, a njime se zajednički upravlja s Kings Bay AS, tvrtkom koja upravlja operacijama Ny-Ålesunda na Spitsbergenu. Norveška radio postaja (Bjørnøya Radio, pozivni znak: LJB) osnovana je u Herwighamni na sjevernoj obali 1919. godine. Kasnije je proširen tako da uključuje i meteorološku postaju.
Budući da brodske rute od Atlantskog oceana do i luka arktičkog Bijelog mora prolaze kroz Barentsovo more, vode u blizini Medvjeđeg otoka bile su od strateške važnosti tijekom Drugog svjetskog rata, kao i tijekom hladnog rata. Iako Svalbard nije bio okupiran od strane Njemačke, Kriegsmarine je tamo izgradila nekoliko meteoroloških postaja. Na Bjørnøyi je 1941. godine postavljena automatizirana radio stanica. Njemačke snage napale su nekoliko arktičkih konvoja vojnim zalihama za Sovjetski Savez u vodama koje okružuju Medvjeđi otok. Nanijeli su velike gubitke konvoju PQ 17 tijekom ljeta 1942., ali nisu bili učinkoviti u bitci kod Barentsovog mora na Silvestrovo 1942. Vode jugoistočno od Medvjeđeg otoka bile su poprište još pomorskih bitaka 1943. godine. U studenom 1944. Sovjetski Savez je predložio poništavanje Svalbardskog sporazuma s namjerom da stekne suverenitet nad Medvjeđim otokom. Pregovori s Trygve Liem iz norveške vlade u emigraciji nisu doveli do sporazuma do kraja Drugog svjetskog rata, a sovjetski prijedlozi nikada nisu provedeni u djelo. Međutim, Sovjetski Savez (a kasnije i Rusija) zadržao je određenu prisutnost na Spitsbergenu.
Dana 7. travnja 1989. izbio je požar na sovjetskoj nuklearnoj podmornici K-278 Komsomolets, i ona je potonula 74 km jugoistočno od otoka. Od posade, poginule su 42 osobe, a 25 ljudi je spašeno.
Godine 2002. uspostavljen je prirodni rezervat koji pokriva čitav otok, osim površine od 1,2 kvadratnih kilometara oko meteorološke stanice. Rezervat također uključuje susjedne vode u radijusu od četiri nautičke milje (7,4 kilometara) od obale. Godine 2008. donesena je odluka da se rezervat proširi na radijus od 12 nautičkih milja (22 km) od obale koji sadržava 177 kvadratnih kilometara na kopnu i 2.805 kvadratnih kilometara morskog područja. Danas su jedini stanovnici otoka otprilike devet članova osoblja norveške meteorološke stanice i radio stanice u Herwighamni. Ova postaja provodi meteorološka promatranja i pruža logističke i telekomunikacijske usluge. Norveški polarni institut provodi godišnje ekspedicije na Medvjeđi otok, uglavnom se baveći ornitološkim istraživanjima. Nekoliko drugih istraživačkih projekata, uglavnom koji se odnose na zemljopis i klimatologiju, izvodi se rjeđe. Vrlo je malo mogućnosti za individualno putovanje do otoka.
Radio-amateri povremeno provode DX-ekspedicije na otok tijekom ljetnih mjeseci.

## Geografija
Medvjeđi otok leži oko 235 kilometara južno od Spitsbergena i 397 kilometara od Ingøye u kontinentalnoj Norveškoj. Nalazi se u najzapadnijem dijelu Barentsovog mora na Spitsbergenovom plićaku, koja se proteže prema jugu od Spitsbergena i Edgeøye, čineći dio epikontinentalnog pojasa.
Obris otoka je približan trokut usmjeren prema jugu s najvećom udaljenošću sjever-jug od 20 kilometara i najvećom udaljenošću istok-zapad od 15,5 kilometara. Površina otoka je 178 kvadratnih kilometara. Južni dio Bjørnøye je planinski, a najviši vrh je Miseryfjellet na jugoistočnoj obali na oko 536 metara nadmorske visine.
Ostale značajne planine su Antarcticfjellet na jugoistoku i Fuglefjellet, Hambergfjellet i Alfredfjellet na jugozapadu. Sjeverni dio otoka tvori nizinsku ravnicu koja pokriva oko dvije trećine površine.
Postoji nekoliko uvala s pješčanim plažama i pješčanim dnom, ali ni jedan od njih posebno je dobro zaštićena od vjetra i mora. Osim nekoliko pješčanih plaža, obala je uglavnom strma, s visokim liticama i značajnim znakovima erozije poput špilja i izoliranih stijenovitih stupova. Postoje brojna sidrišta i mjesta za slijetanje, kao i mala luka u Herwighamni na sjevernoj obali.

### Hidrografija
Norveške vladine agencije provodile su hidrografska istraživanja voda Svalbarda tijekom 20. stoljeća. Odgovornost je pala na no. Norges Svalbard- og Ishavsundersøkelser 1928., njegov nasljednik, Norveški polarni institut od 1948. i Norveška hidrografska služba od 1984. Geodetsko mjerenje i kartiranje odgovornosti su Polarnog instituta.
Dubine vode u blizini otoka te na sjeveru i istoku ne prelaze puno 100 metara, ali dubine postaju mnogo veće na jugu, a posebno nekih 56 kilometara (30 nautičkih milja) na zapadu, gdje se kontinentalni pojas spušta u duboku vodu Norveškog mora i Grenlandskog mora.
Nizina je posuta plitkim slatkovodnim jezerima koja pokrivaju oko 19 kvadratnih kilometara u svemu. Najveće jezero je Øyangen u središtu otoka i Laksvatnet na sjeveru. Na jugu, nalazi se jezero Ellasjøen, koji je svoje ime dobio u čast u ime supruga vođa švedske znanstvene ekspedicije u Svalbardu u 1920-ih godina. Među ostalim jezerima ističu se Spælvatnet, Vomma, Helin, Kalven, Lomvatnet i Hausvatnet. Nekoliko potoka ulijeva se u ocean, često vodopadima duž strmijih dijelova obale. Na Medvjeđem otoku nalaze se ledenjaci.

### Klima
Ogranak sjevernoatlantske struje nosi toplu vodu do Svalbarda, stvarajući klimu mnogo topliju od one u ostalim regijama na sličnoj geografskoj širini. Klima Medvjeđeg otoka je pomorsko-polarna s relativno visokim temperaturama tijekom zime. Siječanj je najhladniji mjesec, sa srednjom temperaturom od −8,1 °C tijekom baznog razdoblja 1961–1990). Srpanj i kolovoz su najtopliji mjeseci, sa srednjim temperaturama od 4,4 °C.
Posljednjih desetljeća temperature su narasle. Oborina nema puno, s prosječno 371 mm oborina godišnje u sjevernom nizinskom području. Vrijeme može biti prilično stabilno tijekom ljetnih mjeseci, iako su magloviti uvjeti česti, koji se javljaju tijekom 20% svih dana u srpnju. Magla se razvija kada topli zrak Atlantskog oceana, dalje od juga, pređe preko hladne vode. Prosječne mjesečne oborine najniže su u svibnju, a najviše u rujnu i listopadu.
Budući da se Medvjeđi otok nalazi na granici između hladne vode polarnog podrijetla i toplije vode Atlantskog oceana, temperature vode unutar nekoliko desetaka nautičkih milja od otoka prilično su promjenjive, ponekad dosežu i 10 °C ljeti. Tijekom zime na obali se razvija brzi led, ali je rijetkost na otvorenom moru oko Medvjeđeg otoka. Barentsovo more svake godine zimi nosi led do Bjørnøye, ponekad već u listopadu, ali značajna količina leda nije uobičajena prije veljače.
Polarna noć traje otprilike 8. studenoga do 3. veljače, a razdoblje ponoćnog sunca otprilike od 2. svibnja do 11. kolovoza. Sa samo 595 sati jarkog sunca godišnje, Medvjeđi otok ima najniže prosječne godišnje sunčane svjetlosti u Europi.
| Klimatološki srednjaci za Medvjeđi otok | Klimatološki srednjaci za Medvjeđi otok | Klimatološki srednjaci za Medvjeđi otok | Klimatološki srednjaci za Medvjeđi otok | Klimatološki srednjaci za Medvjeđi otok | Klimatološki srednjaci za Medvjeđi otok | Klimatološki srednjaci za Medvjeđi otok | Klimatološki srednjaci za Medvjeđi otok | Klimatološki srednjaci za Medvjeđi otok | Klimatološki srednjaci za Medvjeđi otok | Klimatološki srednjaci za Medvjeđi otok | Klimatološki srednjaci za Medvjeđi otok | Klimatološki srednjaci za Medvjeđi otok | Klimatološki srednjaci za Medvjeđi otok |
| mjesec                                  | sij                                     | velj                                    | ožu                                     | tra                                     | svi                                     | lip                                     | srp                                     | kol                                     | ruj                                     | lis                                     | stu                                     | pro                                     | godina                                  |
| --------------------------------------- | --------------------------------------- | --------------------------------------- | --------------------------------------- | --------------------------------------- | --------------------------------------- | --------------------------------------- | --------------------------------------- | --------------------------------------- | --------------------------------------- | --------------------------------------- | --------------------------------------- | --------------------------------------- | --------------------------------------- |
| srednji maksimum, °C                    | −5                                      | −5                                      | −5                                      | −3                                      | 0                                       | 4                                       | 7                                       | 6                                       | 4                                       | 1                                       | −2                                      | −4                                      | 0                                       |
| srednji minimum, °C                     | −11                                     | −11                                     | −11                                     | −8                                      | −3                                      | 0                                       | 3                                       | 3                                       | 1                                       | −2                                      | −6                                      | −10                                     | −5                                      |
| oborine, mm                             | 30                                      | 33                                      | 28                                      | 21                                      | 18                                      | 23                                      | 30                                      | 36                                      | 44                                      | 44                                      | 33                                      | 31                                      | 371                                     |
| Izvor: eKlima, Meteorologisk institutt  |                                         |                                         |                                         |                                         |                                         |                                         |                                         |                                         |                                         |                                         |                                         |                                         |                                         |

### Biljke i životinje
Medvjeđi otok bio je mjesto pionirske ekološke studije Victora Summerhayesa i Charlesa Eltona početkom 1920-ih, koja je proizvela jedan od prvih dijagrama prehrambenih lanaca. Na otoku raste malo biljaka, flora se uglavnom sastoji od mahovine i neke skorbutne trave, ali nema drveća.
Jedini autohtoni kopneni sisavci su nekoliko arktičkih lisica. Unatoč imenu, Medvjeđi otok nije stalno prebivalište polarnih medvjeda, iako mnogi zimi stižu s rastućim čoporom leda. Povremeno će medvjed zaostajati kad se led povuče u proljeće i zadržati se tijekom ljetnih mjeseci. Štoviše, populacija Ursus maritimus genetski je različit skup polarnih medvjeda povezanih s regijom Barentsovog mora.
Prstenasti i bradati tuljan, plijen bijelog medvjeda, žive u vodama blizu Bjørnøye, ali nekadašnji morževi danas su postali gosti. Slatkovodna jezera na Medvjeđem otoku dom su nekim vrstama arktičkih riba poput arktičkog čara.

#### Ptice
Jedine kopnene ptice su snježne strnadice i kamenjari, ali otok je bogat morskim pticama koje se gnijezde na južnim liticama. Ostale vrste posjećuju otok tijekom sezonske migracije između sjevernih otoka Svalbarda i kopnene Europe.
Medvjeđi otok je BirdLife International prepoznao kao važno područje za ptice (Important Bird Area, IBA). Podržava uzgojne populacije sjevernih burnjaka (50 000–60 000 parova), ljubičastih pješčara, crvenih falaropa (10 parova), sjevernih galebova (2000 parova), troprstih galebova (100 000 parova), malih njorki (10 000–100 000 parova), sjevernih gnjuraca (50 000 parova) i dr. Također podržava migracijske populacije gusaka i dugorepih patki.

## Zabrinutost za okoliš
Iako na Bjørnøyi ili u njenoj neposrednoj blizini trenutno nema industrijskih aktivnosti, onečišćenje otrovnim i radioaktivnim tvarima i dalje predstavlja prijetnju za gotovo netaknutu prirodu otoka. Istraživanje u Barentsovom moru i nedavni razvoj plinskog polja Snøhvit u blizini sjeverne obale Norveške pokazuju da su ekološki osjetljiva polarna i subpolarna morska područja Norveškog i Barentsovog mora došla u fokus benzinske i plinske industrije. Organizacija za zaštitu okoliša Bellona kritizirala je norvešku vladu zbog licenciranja tih aktivnosti bez dovoljnih studija njihovog ekološkog utjecaja. Organski toksini, posebno PCB, pronađeni su u visokim koncentracijama u biološkim uzorcima s otoka Medvjeda, posebno u arktičkom char-u slatkovodnog jezera Ellasjøen. Sovjetska nuklearna podmornica Komsomolets potonula je 7. travnja 1989. nekih 135 nautičkih milja (250 km) jugozapadno od Medvjeđeg otoka. Propuštanje radioaktivnog materijala iz reaktora i nuklearnih bojnih glava trenutno predstavlja problem, a i dalje je moguće ozbiljno zagađenje okolnih voda.

## Vanjske poveznice
Publikacije od upravnog i općeg interesa izdaje guverner Svalbarda . Karte, istraživačka izvješća i znanstveni radovi o temama povezanim sa Svalbardom dostupni su od Norveškog polarnog instituta .

#### Knjige
- Medvjeđi otok: Priča o izoliranom arktičkom otoku - istraživanje, ljudi, kultura i priroda Dag Kjelldahl

#### Opće informacije
- Web stranica meteorološke stanice na Medvkeđem otoku
- Izvješće Stortinga (1999.–2000.) na Svalbardu od strane norveškog Ministarstva pravosuđa i policije - opsežno izvješće o političkim, administrativnim, ekonomskim i znanstvenim pitanjima koja se odnose na Svalbard

Vremenska zona
TimeGenie.com - vremenska zona srednje Europe. Standardna vremenska razlika u odnosu na UTC / GMT je +1 sat
Karte i fotografije:
- Prirodni rezervat Medvjeđi otok (JPEG slika) - iz ureda guvernera Svalbarda
- Uključena interaktivna karta Svalbarda - uključen i Medvjeđi otok
- Detaljna karta sjeveroistočnog dijela (PDF) koja prikazuje položaj meteorološke stanice blizu vrha
- Detaljna karta južnog dijela (PDF)
- Zemljovid koji prikazuje položaj Medvjeđeg otoka u odnosu na Svalbard - dostavlja Norveški polarni institut
- Strateška arktička postaja - slikoviti uvod u Medvjeđi otok, iz norveških novina Aftenposten, 6. rujna 2005

Geografija, hidrografija, meteorologija:
- Geologija Medvjeđeg otoka, Norveška  Arhivirana inačica izvorne stranice od 8. rujna 2006. (Wayback Machine) - dr. Harmon D. Maher mlađi, Odjel za geografiju i geologiju, Sveučilište Nebraska u Omahi
- Geološki razvoj svalbarda  Arhivirana inačica izvorne stranice od 16. siječnja 2011. (Wayback Machine) - Napisao Winfried Dallmann, Norveški polarni institut.
- Bjørnøya i otočna meteorološka postaja - od strane Norveškog meteorološkog instituta
- Mjesečna temperatura, normale oborina 1961–1990 - gornja tablica: temperatura ( °C ); donja tablica: oborine (mm)
- Karte morskog leda na području Bjørnøye - ažuriraju se svakodnevno radnim danom

Povijest:
- "Meteorološke operacije na Arktiku 1940.  Arhivirana inačica izvorne stranice od 6. lipnja 2011. (Wayback Machine) - 1945."  Arhivirana inačica izvorne stranice od 6. lipnja 2011. (Wayback Machine) - Franz Selinger; o Drugom svjetskom ratu njemačke arktičke meteorološke službe, uklj. TAAGET stanica, Bjørnøya

Nedavni događaji:
- Dva ruska plovila uhićena su na Medvjeđem otokuzbog kršenja ribolovnih propisa